# 민영 (배우)
민영(본명: 박민영, 1982년 10월 14일 ~ )은 대한민국의 배우이다.

## 2008년~2001년 안양외국어고등학교 영어과
- 2001년 ~ 2005년 한양대학교 연극영화과 학사

## 출연

### 영화
- 2003년 《실미도》 - 프롤로그 약혼녀 역
- 2004년 《여자는 남자의 미래다》 - 택시 여자 역
- 2004년 《내 여자친구를 소개합니다》 - 골목길 인질 역
- 2004년 《바람의 파이터》 - 항구 기모노 여인 역
- 2005년 《공공의 적 2》 - 석신 처 역
- 2005년 《극장전》 - 여자동창 1 역
- 2005년 《프레절 - 핸들 위드 케어》
- 2006년 《한반도》 - 궁녀 역
- 2006년 《내 청춘에게 고함》 - segment 정희 - 정희 친구 역
- 2007년 《우리 동네》 - 신 형사 아내 역
- 2007년 《동생 찬 그녀》 - 동생 찬 그녀 역
- 2008년 《강철중: 공공의 적 1-1》 - 여선생 역
- 2008년 《좋은 놈, 나쁜 놈, 이상한 놈》 - 기차 가방 창부 / 아편녀 역
- 2008년 《멋진 하루》 - 경마장 여직원 역
- 2009년 《도시락》 - 여직원 3 역
- 2009년 《불신지옥》 - 편의점여 역
- 2010년 《섹스 볼란티어》 - 애랑 역
- 2010년 《해결사》 - 통신담당요원 역
- 2010년 《춤추는 동물원》 - 기자 역
- 2010년 《헬로우 고스트》 - 응급실 간호사 역
- 2010년 《다시 태어나고 싶어요, 안양에》
- 2010년 《유숙자》
- 2011년 《촌철살인》
- 2011년 《우리 이웃의 범죄》 - 여중생 모 역
- 2011년 《투혼》 - 간호사 역
- 2012년 《미확인 동영상 : 절대클릭금지》 - 정미담임 역
- 2012년 《광해, 왕이 된 남자》 - 한상궁 역
- 2012년 《타워》 - 임산부 남옥 역
- 2017년 《1987》 - 정미 역
- 2018년 《그것만이 내 세상》 - 복자집 내부집사 역
- 2023년 《콘크리트 유토피아》 - 외부1 역
- 2023년 《비밀》 - 성현 아내 역
- 2024년 《파일럿》 - 고문변호사 역

### 드라마
- 2011년~2012년 MBC 《애정만만세》 - 일식집 직원 역
- 2012년 tvN 《제3병원》 - 이동성의 부인 역
- 2016년 tvN 《쓸쓸하고 찬란하神 - 도깨비》 - 준영 엄마 역
- 2017년 tvN 《비밀의 숲》 - 닥터 역
- 2018년 OCN 《작은 신의 아이들》
- 2020년 tvN 《메모리스트》 - 안소윤 박사 역
- 2020년 MBC 《그 남자의 기억법》 - 기자회견 리포터 역
- 2021년 OCN 《키마이라》 - 직원 역

### 공연

#### 연극
- 《신의 아그네스》
- 《미스쥴리》
- 《백설공주와 숲속친구들》
- 《갈매기》
- 《여름과 연기》
- 《어처구니 이야기》
- 《샤이닝 시티》
- 《오이디푸스 더 맨》
- 《서울노트》
- 《부드러운 매장 - 창작예찬》
- 《그대를 사랑합니다》

### 광고
- KTF fimm